# ألبرت هاريس
ألبرت هاريس (بالإنجليزية: Albert Harris)‏ (16 سبتمبر 1912 في المملكة المتحدة - 1 يناير 1995 في المملكة المتحدة) هو لاعب كرة قدم بريطاني (وحمل سابقاً جنسية المملكة المتحدة لبريطانيا العظمى وأيرلندا) في مركز الهجوم. لعب مع سكونثورب يونايتد ونادي بارنسلي ونيوكاسل يونايتد وهال سيتي وBlackhall Colliery Welfare F.C. ‏ ودارلينجتون إف سى.